# Харден, Джеймс
Джеймс Эдвард Харден — младший (англ. James Edward Harden Jr.; род. 26 августа 1989 года в Лос-Анджелесе, Калифорния) — американский баскетболист, выступающий за клуб НБА «Лос-Анджелес Клипперс». В 2012 году, выступая за клуб «Оклахома-Сити Тандер», был признан лучшим шестым игроком лиги. В 2013 году первый раз принял участие в матче всех звезд НБА. В 2018 году в своем шестом сезоне за «Рокетс» впервые в карьере был признан Самым ценным игроком НБА. Шесть раз за карьеру был включён в первую сборную звёзд НБА. Один из сильнейших баскетболистов мира на протяжении 2010-х и начала 2020-х годов.
Занимает третье место по результативности за карьеру среди всех действующих баскетболистов НБА, а также второе место по трёхочковым попаданиям в истории НБА (после Стефа Карри). Входит в топ-15 лидеров по передачам за карьеру в истории НБА.
В колледже Харден выступал за команду «Аризона Стэйт Сан Девилз» и был выбран на драфте НБА 2009 года под общим третьим номером.
Олимпийский чемпион 2012 года и чемпион мира 2014 года в составе сборной США.

## Ранние годы

### Школа
Харден учился в школе Артезия в Лейквуде, штат Калифорния. Во время второго года обучения он набирал в среднем 13,2 очка за матч, а команда Артезии в том сезоне показала результат 28-5. На следующий год он улучшил свои показатели до 18,8 очков и 3,5 передач за матч. А команда Артезии выиграла чемпионат штата Калифорния с результатом 33-1. В последний год обучения Хардена в школе команда также выиграла чемпионат штата с результатом 33-2. показатели самого игрока были следующими — 18,8 очков, 7,9 подборов и 3,9 передач за матч.

### Колледж
В колледже Харден выступал за команду «Аризона Стэйт Сан Девилз» два года.
В сезоне 2007/2008 он сыграл 34 матча. В них Джеймс Харден проводил в среднем на площадке 34,1 минуты, набирал в среднем 17,8 очков, делал в среднем 5,3 подбора, а также в среднем 2,1 перехвата и 0,6 блок-шота, допускал в среднем 2,6 потери, отдавал 3,2 передачи.
В сезоне 2008/2009 он сыграл 35 матчей. В них Джеймс Харден проводил в среднем на площадке 35,8 минуты, набирал в среднем 20,1 очков, делал в среднем 5,6 подбора, а также в среднем 1,7 перехвата и 0,3 блок-шота, допускал в среднем 3,4 потери, отдавал 4,2 передачи.

## НБА

### «Оклахома-Сити Тандер» (2009—2012)

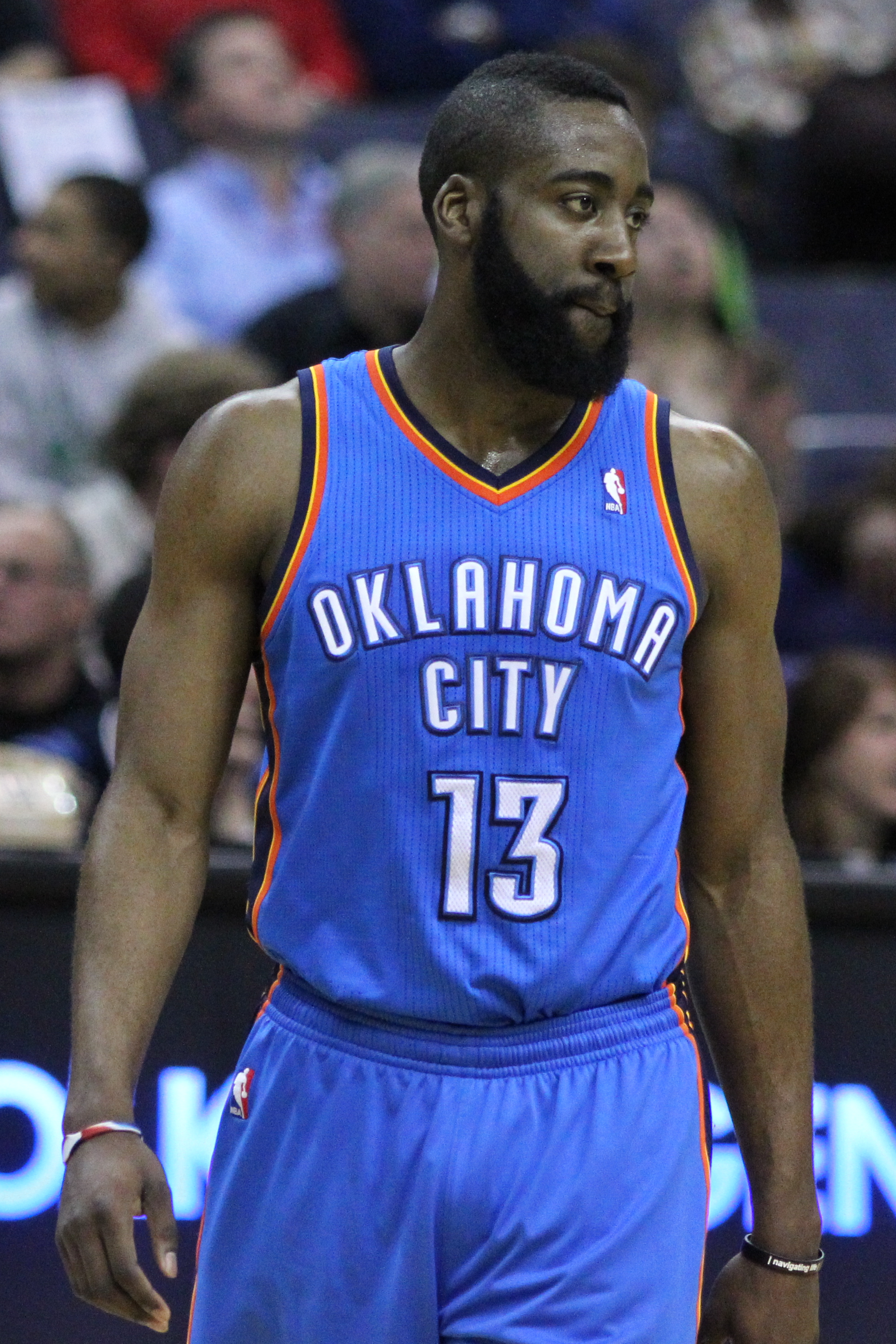
2011 год

Харден был выбран на драфте 2009 года под 3 номером командой «Оклахома-Сити Тандер». Он стал первым игроком выбранным на драфте этой командой после её переезда из Сиэтла в Оклахому. 12 июля 2009 года Джеймс подписал с «Оклахомой» контракт. В составе команды имел игровой номер 13.

### «Хьюстон Рокетс» (2012—2021)
После того как Харден отказался продлевать контракт с «Тандер», он был обменян в «Хьюстон Рокетс», вместе с Декуаном Куком, Коулом Олдричем, Лазаром Хэйуордом на Кевина Мартина и Джереми Лэмба, а также на право сделать три выбора на драфте 2013 года: два в первом раунде и один во втором. Сохранил свой номер после перехода.
В первом же сезоне Хардена в «Хьюстоне» команда вышла в плей-офф и попала в первом раунде на бывший клуб Джеймса «Оклахому».
2 апреля 2015 года в победной игре с «Сакраменто Кингз» (итог матча 115:111) Харден обновил личный рекорд результативности, набрав 51 очко. Предыдущий рекорд (50 очков) был установлен Харденом 19 марта 2015 года в матче с «Денвер Наггетс».
30 января 2018 года, в игре против «Орландо Мэджик», Джеймс Эдвард Харден Мл. установил рекорд НБА, совершив первый трипл-дабл с 60 очками в истории (всего 60 очков, 11 передач и 10 подборов). Также Харден обновил рекорд клуба по количеству очков за одну игру. Предыдущий рекорд «Хьюстона» по количеству очков, набранных за одну игру, принадлежал члену Зала славы Келвину Мерфи (57 очков), который присутствовал на игре. Его рекорд продержался 40 лет.
26 июня 2018 года Джеймс Харден был официально признан самым ценным игроком Национальной баскетбольной ассоциации в сезоне-2017/18.
3 марта 2021 года, владелец «Рокетс» Тилман Фертитта после ухода Хардена из команды официально заявил, что в честь своего бывшего игрока клуб выведет из обращения 13-й игровой номер:
Джеймс Харден всегда будет "ракетой". Он сделал незабываемыми мои первые три года в качестве владельца клуба. Конечно, мы выведем из обращения его номер.
Успех, который он принес клубу, и воспоминания, которые оставил у болельщиков, действительно замечательны.

### «Бруклин Нетс» (2021—2022)

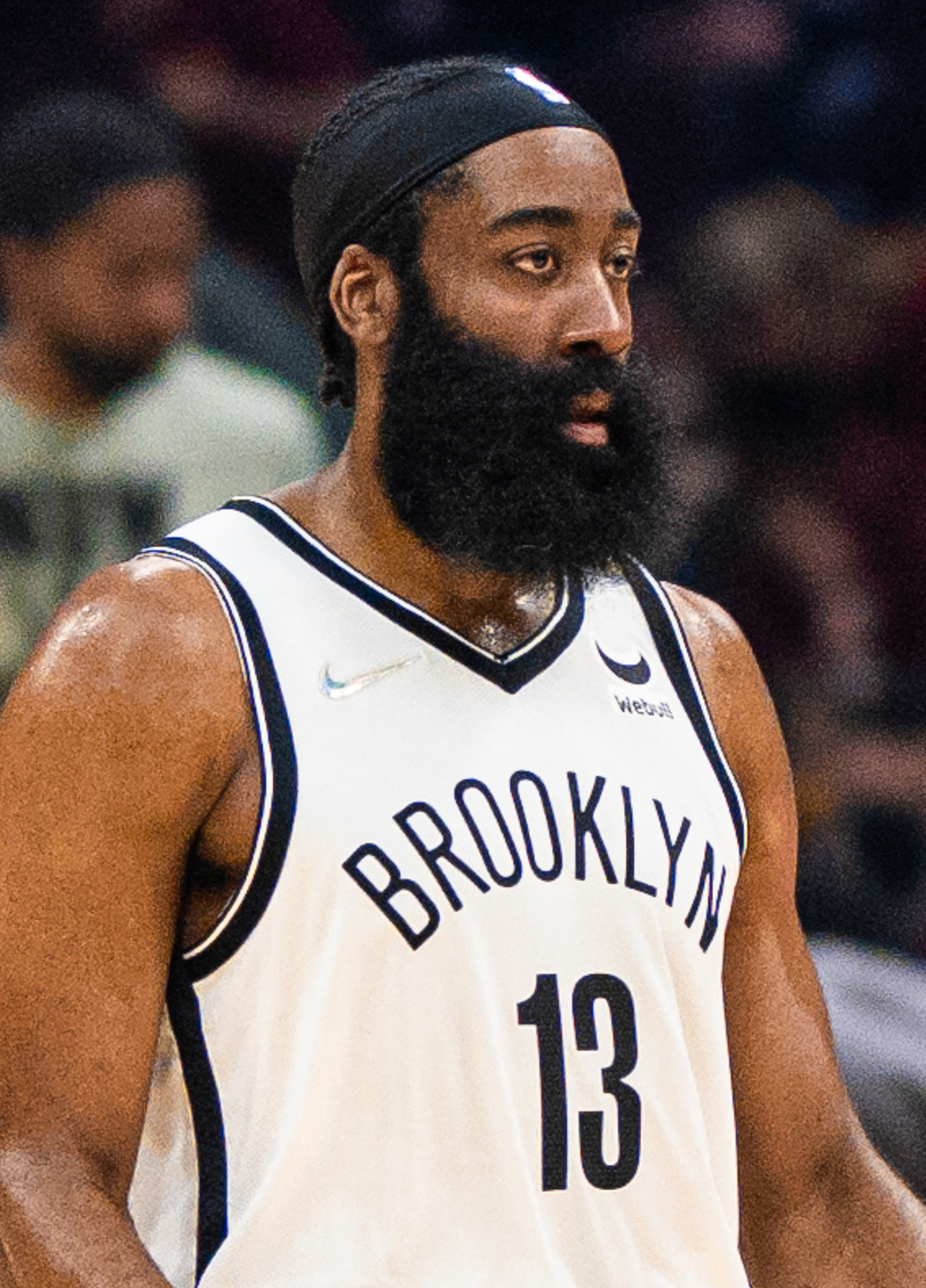
Харден в составе «Нетс»

14 января 2021 года в результате четырёхсторонней сделки по обмену, звёздный защитник перешёл из «Хьюстон Рокетс» в «Бруклин Нетс», — в сделке также участвовали клубы «Индиана Пэйсерс» и «Кливленд Кавальерс». В «Бруклине», как и в прошлых командах, Харден сохранил за собой 13-й номер.
16 января 2021 года, в первой же игре за новую команду (против «Орландо Мэджик»), Джеймс Харден установил два клубных рекорда. Он оформил трипл-дабл из 32 очков, 12 подборов и 14 передач — до него ни один игрок не делал трипл-дабл в своем первом матче за «Нетс». Также Харден стал первым игроком в истории франшизы, который отдал 14 передач в своём дебюте.

### «Филадельфия Севенти Сиксерс» (2022—2023)
10 февраля 2022 года стало известно о переходе Джеймса Хардена в команду «Филадельфия Севенти Сиксерс» в результате двустороннего обмена между франшизами. В новой команде Джеймс объединит свои силы со звёздным форвардом и центровым Джоэлом Эмбиидом, а также воссоединится бывшим генеральным менеджером «Хьюстон Рокетс» Дэрилом Мори, напрямую участвовавшим в данной сделке в должности президента по баскетбольным операциям; последний ранее заявлял:
С учётом формы Эмбиида, заключая сделку, мы должны быть абсолютно уверены, что это самый правильный вариант и он увеличит нашу способность выиграть чемпионат. Мы ищем сделку, которая сделает нас одной из двух-трех лучших команд в лиге.
Команд, которые побеждают.
В «Сиксерс» Харден впервые в НБА поменял игровой номер — с «13» на «1».
27 июля 2022 года Харден подписал двухлетний контракт с «Севенти Сиксерс» на сумму 68,6 миллионов долларов с опцией игрока на сезон 2023—2024 гг..
По завершении регулярного чемпионата сезона 2022/23 Джеймс Харден стал первым игроком в истории НБА, трижды завершившим регулярный чемпионат в качестве лидера по набранным очкам в среднем за игру и дважды в качестве лучшего пасующего игрока лиги.

### «Лос-Анжелес Клипперс» (с 2023)
В июне 2023 года запросил третий обмен за три года своей карьеры. Харден стал рекордсменом по запросов на обмен. Причиной обмена заключалась в том, что Харден посчитал, что его нет в планах офиса клуба, обосновывая это невыдачей нового контракта. В октябре, после долгих переговоров, «Филадельфия Севенти Сиксерс» обменяла Джеймса Хардена, Пи Джея Такера и Филиппа Петрушева на Маркуса Морриса, Николаса Батюма, Роберта Ковингтона, Ки Джея Мартина и 4 пика. Благодаря этому обмену баскетболист объединился с такими звездами, как Кавай Леонард, Пол Джордж и Расселл Уэстбрук.
По итогам первых четырех игр в сезоне 2023/24 в Лос-Анжелесе Харден стал предпоследним лиге по показателю +/-, опережая только Анферни Саймонса, который сыграл только одну игру из-за травмы.
20 января 2025 года в матче против «Лос-Анджелес Лейкерс»Джеймс Харден обошел Оскара Робертсона и поднялся на 14-е место в НБА по количеству набранных очков за карьеру.

## Личная жизнь
Харден — христианин. Рассказывая о своих религиозных убеждениях, сказал: «Я просто хочу поблагодарить Бога за все, что он сделал в моей жизни».
Харден начал отращивать свою фирменную бороду в 2009 году, когда, как он сам говорит, стал слишком ленив, чтобы бриться. Его знаменитая борода была отмечена в песнях, а также стала принтом для футболок.
Джеймс Харден стал лицом обложки игры NBA Live 18.

## Статистика

### Статистика в НБА
| Сезон                                                                                    | Команда       | Регулярный сезон | Регулярный сезон | Регулярный сезон | Регулярный сезон | Регулярный сезон | Регулярный сезон | Регулярный сезон | Регулярный сезон | Регулярный сезон | Регулярный сезон | Регулярный сезон | Серия плей-офф | Серия плей-офф | Серия плей-офф | Серия плей-офф | Серия плей-офф | Серия плей-офф | Серия плей-офф | Серия плей-офф | Серия плей-офф | Серия плей-офф | Серия плей-офф |
| Сезон                                                                                    | Команда       | GP               | GS               | MPG              | FG%              | 3P%              | FT%              | RPG              | APG              | SPG              | BPG              | PPG              | GP             | GS             | MPG            | FG%            | 3P%            | FT%            | RPG            | APG            | SPG            | BPG            | PPG            |
| ---------------------------------------------------------------------------------------- | ------------- | ---------------- | ---------------- | ---------------- | ---------------- | ---------------- | ---------------- | ---------------- | ---------------- | ---------------- | ---------------- | ---------------- | -------------- | -------------- | -------------- | -------------- | -------------- | -------------- | -------------- | -------------- | -------------- | -------------- | -------------- |
| 2009/10                                                                                  | Оклахома-Сити | 76               | 0                | 22,9             | 40,3             | 37,5             | 80,8             | 3,2              | 1,8              | 1,1              | 0,3              | 9,9              | 6              | 0              | 20,0           | 38,7           | 37,5           | 84,2           | 2,5            | 1,8            | 1,0            | 0,2            | 7,7            |
| 2010/11                                                                                  | Оклахома-Сити | 82               | 5                | 26,7             | 43,6             | 34,9             | 84,3             | 3,1              | 2,1              | 1,1              | 0,3              | 12,2             | 17             | 0              | 31,6           | 47,5           | 30,3           | 82,5           | 5,4            | 3,6            | 1,2            | 0,8            | 13,0           |
| 2011/12                                                                                  | Оклахома-Сити | 62               | 2                | 31,4             | 49,1             | 39,0             | 84,6             | 4,1              | 3,7              | 1,0              | 0,2              | 16,8             | 20             | 0              | 31,5           | 43,5           | 41,0           | 85,7           | 5,1            | 3,4            | 1,6            | 0,1            | 16,3           |
| 2012/13                                                                                  | Хьюстон       | 78               | 78               | 38,3             | 43,8             | 36,8             | 85,1             | 4,9              | 5,8              | 1,8              | 0,5              | 25,9             | 6              | 6              | 40,5           | 39,1           | 34,1           | 80,3           | 6,7            | 4,5            | 2,0            | 1,0            | 26,3           |
| 2013/14                                                                                  | Хьюстон       | 73               | 73               | 38,0             | 45,6             | 36,6             | 86,6             | 4,7              | 6,1              | 1,6              | 0,4              | 25,4             | 6              | 6              | 43,9           | 37,6           | 29,6           | 90,0           | 4,7            | 5,8            | 2,0            | 0,2            | 26,8           |
| 2014/15                                                                                  | Хьюстон       | 81               | 81               | 36,8             | 44,0             | 37,5             | 86,8             | 5,7              | 7,0              | 1,9              | 0,7              | 27,4             | 17             | 17             | 37,4           | 43,9           | 38,3           | 91,6           | 5,7            | 7,5            | 1,6            | 0,4            | 27,2           |
| 2015/16                                                                                  | Хьюстон       | 82               | 82               | 38,1             | 43,9             | 35,9             | 86,0             | 6,1              | 7,5              | 1,7              | 0,6              | 29,0             | 5              | 5              | 38,6           | 41,0           | 31,0           | 84,4           | 5,2            | 7,6            | 2,4            | 0,2            | 26,6           |
| 2016/17                                                                                  | Хьюстон       | 81               | 81               | 36,4             | 44,0             | 34,7             | 84,7             | 8,1              | 11,2             | 1,5              | 0,5              | 29,1             | 11             | 11             | 37,0           | 41,3           | 27,8           | 87,8           | 5,5            | 8,5            | 1,9            | 0,5            | 28,5           |
| 2017/18                                                                                  | Хьюстон       | 72               | 72               | 35,4             | 44,9             | 36,7             | 85,8             | 5,4              | 8,8              | 1,8              | 0,7              | 30,4             | 17             | 17             | 36,5           | 41,0           | 29,9           | 88,7           | 5,2            | 6,8            | 2,2            | 0,6            | 28,6           |
| 2018/19                                                                                  | Хьюстон       | 78               | 78               | 36,8             | 44,2             | 36,8             | 87,9             | 6,6              | 7,5              | 2,0              | 0,7              | 36,1             | 11             | 11             | 38,6           | 41,3           | 35,0           | 83,7           | 6,9            | 6,6            | 2,2            | 0,9            | 31,6           |
| 2019/20                                                                                  | Хьюстон       | 68               | 68               | 36,5             | 44,4             | 35,5             | 86,5             | 6,6              | 7,5              | 1,8              | 0,9              | 34,3             | 12             | 12             | 37,3           | 47,8           | 33,3           | 84,5           | 5,6            | 7,7            | 1,5            | 0,8            | 29,6           |
| 2020/21                                                                                  | Хьюстон       | 8                | 8                | 36,3             | 44,4             | 34,7             | 88,3             | 5,1              | 10,4             | 0,9              | 0,8              | 24,8             | Не участвовал  | Не участвовал  | Не участвовал  | Не участвовал  | Не участвовал  | Не участвовал  | Не участвовал  | Не участвовал  | Не участвовал  | Не участвовал  | Не участвовал  |
| 2020/21                                                                                  | Бруклин       | 36               | 35               | 36,6             | 47,1             | 36,6             | 85,6             | 8,5              | 10,9             | 1,3              | 0,8              | 24,6             | 9              | 9              | 35,7           | 47,2           | 36,4           | 90,3           | 6,3            | 8,6            | 1,7            | 0,7            | 20,2           |
| 2021/22                                                                                  | Бруклин       | 44               | 44               | 37,0             | 41,4             | 33,2             | 86,9             | 8,0              | 10,2             | 1,3              | 0,7              | 22,5             | Не участвовал  | Не участвовал  | Не участвовал  | Не участвовал  | Не участвовал  | Не участвовал  | Не участвовал  | Не участвовал  | Не участвовал  | Не участвовал  | Не участвовал  |
| 2021/22                                                                                  | Филадельфия   | 21               | 21               | 37,7             | 40,2             | 32,6             | 89,2             | 7,1              | 10,5             | 1,2              | 0,2              | 21,0             | 12             | 12             | 39,9           | 40,5           | 36,8           | 89,3           | 5,7            | 8,6            | 0,8            | 0,7            | 18,6           |
| 2022/23                                                                                  | Филадельфия   | 58               | 58               | 36,8             | 44,1             | 38,5             | 86,7             | 6,1              | 10,7             | 1,2              | 0,5              | 21,0             | 11             | 11             | 38,8           | 39,3           | 37,8           | 87,3           | 6,2            | 8,3            | 1,8            | 0,4            | 20,3           |
| 2023/24                                                                                  | Клипперс      | 72               | 72               | 34,3             | 42,8             | 38,1             | 87,8             | 5,1              | 8,5              | 1,1              | 0,8              | 16,6             | 6              | 6              | 40,3           | 44,9           | 38,3           | 90,6           | 4,5            | 8,0            | 1,0            | 1,0            | 21,2           |
|                                                                                          | Всего         | 1072             | 858              | 34,7             | 44,1             | 36,4             | 86,1             | 5,6              | 7,1              | 1,5              | 0,6              | 24,1             | 166            | 123            | 36,1           | 42,5           | 34,0           | 87,0           | 5,5            | 6,4            | 1,6            | 0,5            | 22,7           |
| Наведите курсор мыши на аббревиатуры в заголовке таблицы, чтобы прочесть их расшифровку. |               |                  |                  |                  |                  |                  |                  |                  |                  |                  |                  |                  |                |                |                |                |                |                |                |                |                |                |                |

### Статистика в NCAA
| Сезон | Команда       | Conf   | Class | GP | GS | MPG  | FG%  | 3P%  | FT%  | RPG | APG | SPG | BPG | PPG  |
| --- | ------------- | ------ | ----- | -- | -- | ---- | ---- | ---- | ---- | --- | --- | --- | --- | ---- |
| 2007/08 | Аризона Стэйт | Pac-10 | FR    | 34 | 33 | 34,1 | 52,7 | 40,7 | 75,4 | 5,3 | 3,2 | 2,1 | 0,6 | 17,8 |
| 2008/09 | Аризона Стэйт | Pac-10 | SO    | 35 | 35 | 35,8 | 48,9 | 35,6 | 75,6 | 5,6 | 4,2 | 1,7 | 0,3 | 20,1 |
| Всего | Всего         | Всего  | Всего | 69 | 68 | 35,0 | 50,6 | 37,6 | 75,5 | 5,4 | 3,7 | 1,9 | 0,4 | 19,0 |
| Наведите курсор мыши на аббревиатуры в заголовке таблицы, чтобы прочесть их расшифровку Статистика приведена с сайта sports-reference.com |               |        |       |    |    |      |      |      |      |     |     |     |     |      |